# Edyta Maksymowicz
Edyta Maksymowicz – litewska dziennikarka narodowości polskiej, autorka reportaży telewizyjnych i filmów dokumentalnych, producentka telewizyjna, działaczka społeczności polskiej na Litwie.

## Życiorys
Ukończyła filologię polską na Uniwersytecie Gdańskim. Po powrocie do Wilna przez jakiś czas wykładała na Uniwersytecie Wileńskim, po czym podjęła współpracę z redakcją programu „Rozmowy Wileńskie” w Telewizji Litewskiej. Po odbyciu w 1997 stażu dziennikarskiego w Warszawie rozpoczęła współpracę z Telewizją Polską. Wspólnie z Walentym Wojniłłą i Janem Wierbielem współtworzyła Polski Ośrodek Informacji w Wilnie „InfoRum” (pierwsze na Litwie polskie studio filmowo-telewizyjne).
Od 1998 jest korespondentką Telewizji Polskiej na Litwie i w krajach bałtyckich, współpracuje z programami informacyjnymi TVP. Od 2002 jest autorką magazynu polskiego „Album  Wileńskie” w Telewizji Litewskiej. W 2007 została współautorką, reżyserem i prowadzącą program informacyjno-publicystyczny Wilnoteka w TVP Polonia. W 2010 powołała polski portal multimedialny Wilnoteka, informujący o życiu społeczno-kulturalnym, gospodarczym i oświatowym Polaków na Litwie. Jest również producentką produkowanych w Wilnie programów Biełsat TV. W 2019 została kierownikiem Redakcji Zamiejscowej TVP Wilno.

## Odznaczenia i wyróżnienia
- Krzyż Kawalerski Orderu Zasługi Rzeczypospolitej Polskiej (2018)[5][6]